# 高橋徳右衛門
高橋 徳右衛門（たかはし とくえもん、1845年6月20日（弘化2年5月16日） - 1915年（大正4年）4月28日）は、明治時代の政治家、実業家、銀行家、大地主。貴族院多額納税者議員。幼名・幸治郎。

## 経歴
陸奥仙台藩領栗原郡若柳村（宮城県若柳町を経て現栗原市）に生まれる。1884年（明治17年）若柳村会議員に当選。ついで宮城県会議員、栗原郡会議員、同参事会員のほか、栗原郡岩ヶ崎製糸会社社長、塩釜水産、第八十八銀行各取締役、第七十七銀行監査役などを歴任した。ほか、仙台米穀取引所の設立に関与した。
1900年（明治33年）宮城県多額納税者として貴族院議員に互選され、同年11月29日から1904年（明治37年）9月28日まで在任した。

## 親族
- 孫 高橋文五郎（参議院議員）[4]